# Mercury Mystique
El Mercury Mystique va ser la versió venuda sota la marca de Mercury del Ford Contour els anys 1995-2000. El Mystique substitueix al Mercury Topaz. El Mystique va ser fabricat a les plantes de Kansas City (Missouri) i Cuautitlán, Mèxic. Igual que el Mondeo o el Ford Contour, usa la plataforma CDW27 de Ford Motor Company.

## Dades tècniques
- Mides del Mystique:
  - Batalla (Wheelbase): 2,705 m (106.5 in)
  - Llargada (Length): 4,695 m (184.8 in)
  - Amplada (Width): 1,755 m (69.1 in)
  - Alçada (Height): 1,384 m (54.5 in)

A diferència del Mercury Topaz, el Mystique només s'oferia en una versió sedan de 4 portes. Podia optar-se per una transmissió manual de 5 velocitats MTX-75 i una automàtica de 4 velocitats CD4E eren les opcions, i mecànicament s'oferien les següents opcions:

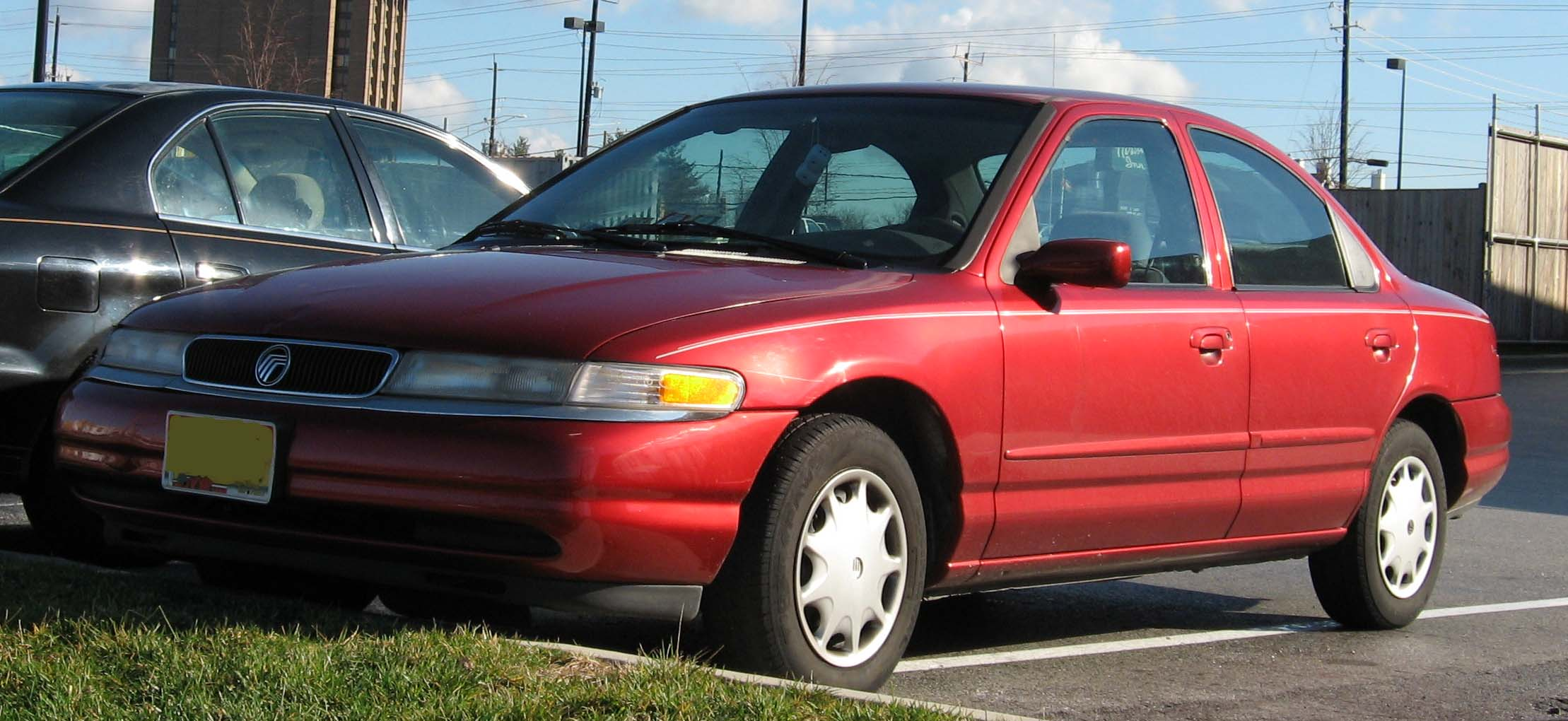
Mercury Mystique del 1995-1997

- 2.0 Motor Zetec de 125 cv
- 2.5 Duratec 25 de 170 cv.

## L'error de Mercury
Un servei post-compra dolent, diferents problemes mecàniques i els pocs anys que ha estat a la venda han justificat que se'l consideri com l'error de Mercury "the Mercury Mistake". El motor Duratec 25 V6 era menys fiable que el Zetec de 4 cilindres i la caixa automàtica és força problemàtica quan el vehicle arriba als 10 anys.
L'espai per les cames als seients posteriors era reduït, fins al punt que cotxes més petits com l'Honda Civic el superaven.
Però sens dubte el que va fer que el Mystique fos un fracàs va ser que la mida era molt pròxima al Mercury Tracer i el preu massa pròxim al del Mercury Sable.

## Substitut
No va tenir substitut el Mystique, a diferència del Contour que va ser substituït pel Ford Focus. A Canadà i a Mèxic va ser substituït pel Ford Focus, ja que la marca Mercury va deixar-se de comercialitzar. En realitat, no serà fins al Mercury Millan quan realment pot dir-se que apareix un substitut del Mystique.
Competidors del Mercury Mystique eren el Chrysler Cirrus, Buick Skylark i Honda Accord.